# Răjevo, Plovdiv
Răjevo (în bulgară Ръжево) este un sat în comuna Kaloianovo, regiunea Plovdiv,  Bulgaria. 

## Demografie
Componența etnică a satului Răjevo
     Turci (3,34%)
     Bulgari (71,74%)
     Romi (17,47%)
     Nicio identificare (7,43%)
La recensământul din 2011, populația satului Răjevo era de 269 locuitori. Din punct de vedere etnic, majoritatea locuitorilor (71,74%) erau bulgari, existând și minorități de romi (17,47%) și turci (3,34%). Pentru 7,43% din locuitori nu este cunoscută apartenența etnică.